# The Man from Mexico

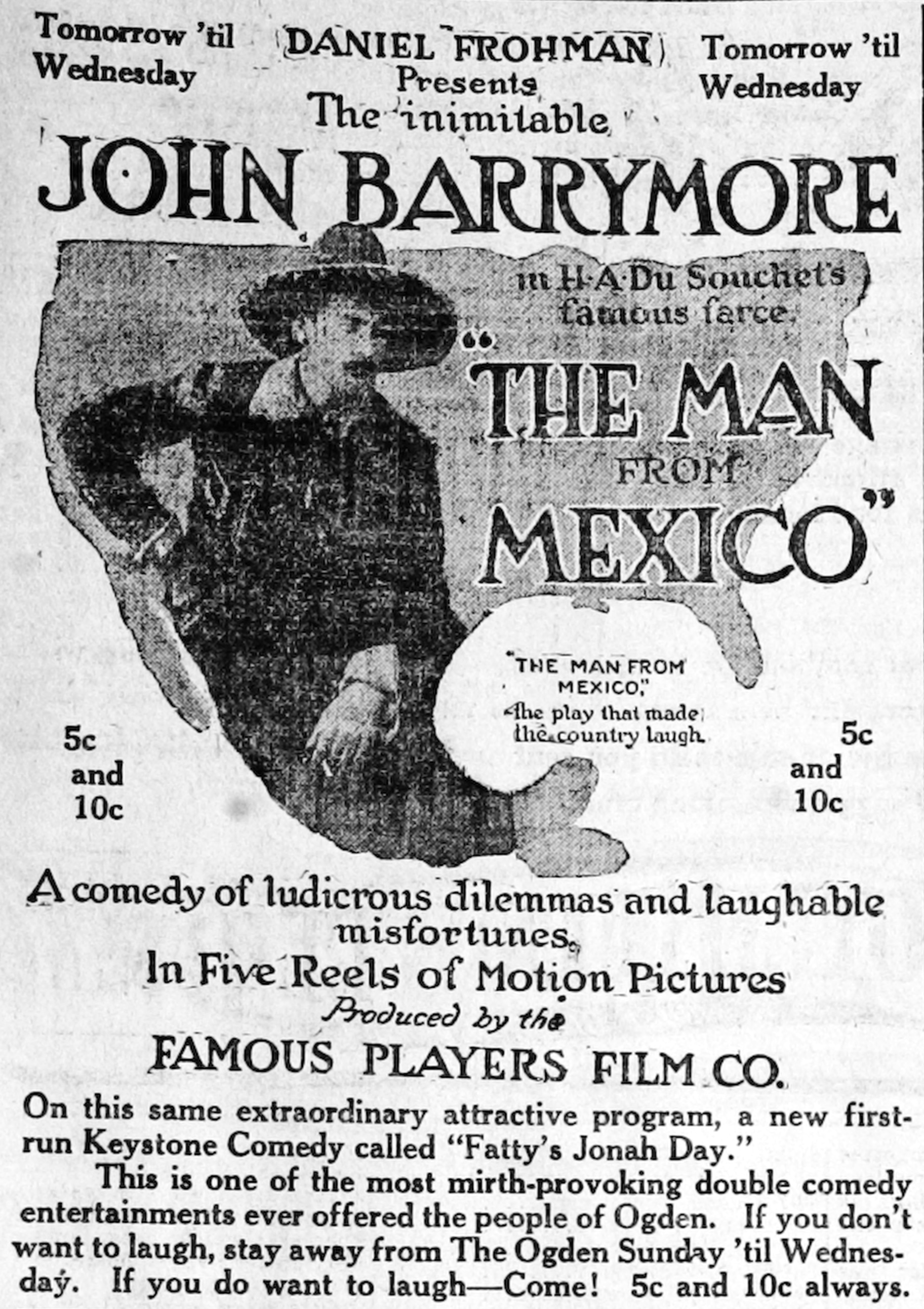
Annonce du film The Man from Mexico

The Man from Mexico est un film américain réalisé par Thomas N. Heffron et sorti en 1914.

## Fiche technique
- Réalisation : Thomas N. Heffron
- Scénario : Eve Unsell, d'après la pièce Le Voyage d'agrément d'Edmond Gondinet et Alexandre Bisson, adaptée à Broadway en 1897 par Henry A. DuSouchet sous le titre The Man from Mexico
- Producteur : Adolph Zukor, Daniel Frohman
- Production : Famous Players Film Company
- Durée : 5 bobines[1]
- Date de sortie: 
  - États-Unis : 2 novembre 1914

## Distribution
- John Barrymore : Fitzhugh
- Wellington Playter (en) : Prison Warden
- Harold Lockwood : Danton
- Pauline Neff : Clementia Fitzhew
- Anton Ascher : Schmidt
- Fred Annerly : Louis
- Winona Winter : Sally
- Nathaniel Sack